# Flashback Number 12
Flashback Number 12 är det andra samlingsalbumet från 1995 av Noice. Albumet innehåller liveversioner av "Du lever bara en gång" och "Romans för timmen" från albumet Live på Ritz, samt en nyare version av låten "Rött ljus" som är inspelad 1993 och finns endast på detta album samt "Noice Forever: Hits 1979–2003". Albumet innehåller också två låtar från sångaren Hasse Carlssons solokarriär.

## Låtlista
1. "En kväll i tunnelbanan"
2. "I natt é hela stan vår"
3. "Jag vill inte va' (som alla andra)"
4. "Jag är trött på tonårsdrömmen"
5. "Television"
6. "Jag kommer inte in"
7. "Bedårande barn av sin tid"
8. "Ut i natten"
9. "Allting okey"
10. "Svart läder"
11. "1987"
12. "Vi rymmer bara du och jag"
13. "Bang en boomerang"
14. "Rosa ljus"
15. "Dolce vita (Det ljuva livet)"
16. "Du lever bara en gång" (Live)
17. "Romans för timmen" (Från Live på Ritz)
18. "Köpt kärlek" (Hasse Carlsson solo)
19. "Gryning över stan" (Hasse Carlsson solo)
20. "Rött ljus -93"

## Musiker
- Hasse Carlsson
- Freddie Hansson
- Peo Thyrén
- Fredrik von Gerber
- Robert Klasén
- Pelle Lidell